# Бинджоу
 Тази статия е за града в Китай.  За историческата провинция вижте Бинджоу (провинция).  
Бинджоу (на китайски: 濱州; на пинин: Bīnzhōu) е градска префектура в провинция Шандун, Източен Китай. Населението му е 3 748 474 души (2010 г.).
Разположен е на 20 м надморска височина в Севернокитайската равнина, на 120 км североизточно от Дзинан и на 85 км западно от бреговете на Жълто море. Бинджоу е административна област, известна от VI в. През 2000 г. областта получава статут на градска префектура, а историческото селище Бинджоу днес е само един от нейните седем района.